# Síndrome de Melkersson-Rosenthal
A Síndrome de Melkersson-Rosenthal é uma doença neurológica rara caracterizada por paralisia facial recorrente, edema da face e dos lábios (geralmente do lábio superior), bem como o desenvolvimento de pregas e sulcos na língua. Nomeado em homenagem a Ernst Melkersson e Curt Rosenthal. 

## Sinais e sintomas
O início é precoce, geralmente na infância ou adolescência. Ocorrem ataques recorrentes de edema da face (inchaço) pode persistir e aumentar, tornando-se permanente. A paralisia facial periférica pode predominar em apenas um lado, mas em alguns casos pode ocorrer dos dois lados do rosto. Podem ocorrer fissuras na língua e no lábio que pode ficar duro, rachado e passar a ter coloração marrom-avermelhada, os edemas podem também ocorrer no lábio causando inchaço.

## Causa
A causa desta síndrome é desconhecida, sendo provável que a causa seja predisposição genética. Pode ocorrer associada à doença de Crohn ou à sarcoidose.

## Tratamento
Pode melhorar em algumas semanas mesmo sem medicamentos e cirurgia sem deixar sequelas motoras. O uso de corticosteroides sistêmicos, como a Prednisona, pode reduzir o edema do nervo e acelerar a melhora. Estudos de eletroneurografia seriados são importantes para um melhor controle de possível degeneração neural. Quando não há melhora, uma cirurgia pode ser feita para descompressão total do nervo facial. 
É comum reaparecer e se tornar crônico, precisando de acompanhamento de longo prazo.
Pode ser consequência da Doença de Crohn.